# Lomni zakon
Lòmni zákon v optiki govori o lomu valovanja ob prehodu čez mejo med dvema snovema z različnima lomnima količnikoma.
Vpadni žarek PO doseže mejno ploskev v točki O. V tej točki se lahko potegne vpadno pravokotnico na površino. Kot med vpadno pravokotnico in smerjo vpadnega žarka PO je vpadni kot θ1. Žarek nadaljuje pot v snovi 2; kot med vpadno pravokotnico in smerjo lomljenega žarka OQ je lomni kot θ2.
Lomni zakon povezuje vpadni in lomni kot z lomnima količnikoma snovi 1 in 2:
{\displaystyle {\frac {\sin \theta _{1}}{\sin \theta _{2}}}={\frac {n_{2}}{n_{1}}}\!\,.}
Lahko se opazi, da za pravokotni vpad žarka velja θ1 = θ2 = 0, da se žarek torej ne glede na vrednosti lomnih količnikov ne lomi.
Lomni zakon velja tako za prehod svetlobe iz optično redkejše v optično gostejšo snov kot tudi obratno, iz optično gostejše v optično redkejšo snov. V drugem primeru se lahko hitro prepriča, da zgornja enačba nima rešitve za vpadne kote, večje od mejnega kota θ0:
{\displaystyle \theta _{0}={\textrm {arc}}\,\sin {\frac {n_{2}}{n_{1}}}\!\,.}
Kadar je vpadni kot večji od mejnega (θ1 > θ0), ne pride do loma, in svetloba se v celoti odbije skladno z odbojnim zakonom nazaj v snov 1. Pojav je znan kot popolni odboj.
Lomni zakon se lahko izpelje iz Fermatovega načela, po katerem potuje svetloba med dvema točkama po taki poti, da zanjo potrebuje najkrajši čas. Znani ameriški fizik Richard Phillips Feynman je Fermatovo načelo parafraziral s kopališko primerjavo, v katerem ustreza optično redkejši snovi plaža, optično gostejši pa morje. Kopališki mojster, ki priteče na pomoč utapljajoči se kopalki, bo potoval točno po poti, ki jo določa lomni zakon. Lomni zakon se lahko prav tako izpelje iz Huygensovega načela.
V tujejezični literaturi se za lomni zakon pogosto uporablja ime Snellov zakon, po nizozemskem matematiku, fiziku in astronomu Willebrordu Snellu van Royenu, ki je leta 1621 zakon odkril.